# Красавка (растение)
Краса́вка (лат. Atrópa) — род растений семейства паслёновые (Solanaceae), несколько видов распространены в Евразии.
Название взято из древнегреческой мифологии, Атропа — имя одной из сестёр Мойр, богини подземного мира, олицетворяющей неотвратимость смерти.

## Виды
- Atropa acuminata Royle ex Lindl. — Красавка заострённая — произрастает в Индии, в Гималаях и на Гиндукуше
- Atropa baetica Willk. — Красавка бетийская, или испанская — распространена на Пиренеях, в Андалузских или Бетских горах
- Atropa belladonna L. typus — Красавка обыкновенная, или Красавка европейская, или Белладонна
- Atropa caucasica Kreyer — Красавка кавказская — отличается от красавки обыкновенной отсутствием железистого опушения и блеклой окраской венчика
- Atropa komarovii Blin. et Shal. (1945) — Красавка Комарова (=Atropa lutescens Blin. et Shal. (1944)) — обнаружена на Копетдаге; отличается жёлтыми цветками и плодами
- Atropa pallidiflora Schönb.-Tem. — вид известен из Ирана

## Экология
Красавка Комарова (Atropa komarovii) — эндемик Западного Копетдага, находится под угрозой исчезновения, была включена в Красную книгу СССР.

## Использование в медицине
Из красавки обыкновенной получают атропин, широко используемый в офтальмологии, в частности при исследовании сосудов глазного дна. Экстракты красавки обыкновенной входят в состав некоторых лекарственных средств, например, в валокормид, бесалол.
И в ядах, например атропин.